# Dorstenia turbinata
Dorstenia turbinata är en mullbärsväxtart som beskrevs av Adolf Engler. Dorstenia turbinata ingår i släktet Dorstenia och familjen mullbärsväxter. Inga underarter finns listade i Catalogue of Life.